# Långelaggens naturreservat
Långelaggen är ett naturreservat i Källeryds socken i Gnosjö kommun i Jönköpings län.
Naturreservatet omfattar 66 hektar och är skyddat sedan 2006. Området är beläget 2 kilometer söder om Källeryds kyrka och består bland annat av en orörd mosse med stor artrikedom. I området finns även ett rikkärr.

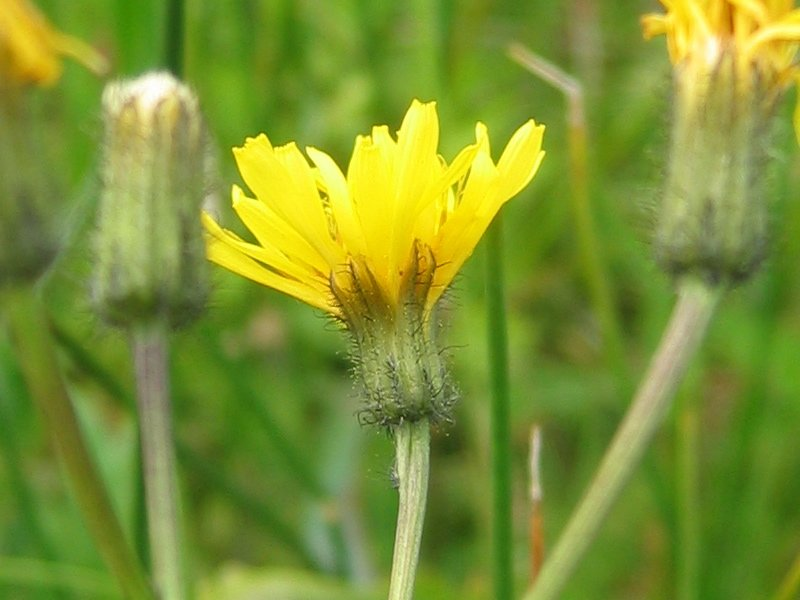
Kärrfibbla

Mossen är glest bevuxen med martall och björk. I fältskiktet finner man myrlilja, tuvull, ljung, klockljung och kråkbär. I mossens ytterkanter växer sumpskog som mest består av tall. Runt mossen på fastmarken växer tallskog.
I öster gränsar reservatet till en åsbildning. Där tränger flera vattenflöden fram och på vissa ställen finns utfällning av järnockra. Vattnet där innehåller mycket mineraler och skapar förutsättning för en rik flora. Där växer bland annat kärrfibbla, slåtterblomma och gullpudra. Där växer även mossor som purpurmylia och långfliksmossa.